# Agnès Carel
Pour les articles homonymes, voir Carel.
Agnès Carel, née le 9 juin 1968 à Drancy, est une femme politique française.

## Biographie
Agnès Carel naît à Drancy et grandit au Havre. Elle est mariée et mère de 3 enfants, elle a aussi 2 petits-enfants.
Elle est enseignante d'éducation musicale dans le collège Belle-Étoile de Montivilliers. Elle prend la présidence de l'école de musique de Cauville-sur-Mer en 2003.
Elle entre au conseil municipal de Cauville-sur-Mer en 2008 et en est première adjointe jusqu'en septembre 2022,.
À la suite de la nomination d'Agnès Firmin-Le Bodo dans le gouvernement Élisabeth Borne, elle devient députée suppléante de la 7e circonscription de la Seine-Maritime,. Elle siège dans l'hémicycle à la place 220. Elle rejoint le groupe Horizons. Son mandat cesse en février 2023, après qu'Agnès Firmin-Le Bodo quitte le gouvernement.
Le 1er juillet 2025, Agnès Carel est élue maire de Cauville-sur-Mer, en remplacement de Christian Grancher.